# جاك ستيفنز (لاعب كريكت)
جاك ستيفنز (بالإنجليزية: Jack Stephens)‏ (31 أغسطس 1913 في أستراليا - 2 سبتمبر 1967 في أستراليا) هو لاعب كريكت أسترالي. لعب مع فريق فكتوريا للكريكت.

## وصلات خارجية
- جاك ستيفنز (لاعب كريكت) على موقع إي آس بي آن كريك إنفو (الإنجليزية)